# Antiloop
Antiloop är en svensk elektronisk musik-duo från Lidingö i Stockholms län, grundad av David Westerlund och Robin Söderman, 1994. Antiloop lade ner 2002 men är återförenade sedan 2019.
Gruppen fick sitt stora genombrott 1997 med albumet LP och singeln "In My Mind", som blev en internationell hit i flera europeiska länder. De fick senare framgångar med låtarna "Believe" och "Start Rockin'".
Duon har vunnit två Grammisar och sex Swedish Dance Music Awards. Musiken är starkt influerad av trance och techno.

## Historik
När Robin Söderman skulle starta ett band bjöd han in sin barndomsvän David Westerlund tillsammans med några andra han kände. Efter ett tag så lämnade de andra personerna bandet och de enda som var kvar var Söderman och Westerlund. De två började sedan att spela som dj:s på olika klubbar i Stockholm, men de tröttnade på musiken som de spelade där och bestämde sig för att göra egen musik i trackerprogram för Commodore Amiga.
Musikintresset för Westerlund var när han började spela synth vid tidig ålder. I ungdomen övergick han till storbandsjazz. Han beskrev i en intervju att hans influenser hade varit skivbolaget XL Recordings och 70-talssoul, framför allt Stevie Wonder. För Söderman var det eftersom hans pappa och farbror var musiker och dessutom blev tekniskt intresserad vid ung ålder. Han beskrev i en intervju att andra influenser hade varit Aphex Twin och Future Sound of London.
Antiloop bildades 1994. Namnet kommer av djuret antilop och musikelementet "loop". I bandet fanns ursprungligen en tredje medlem, dansaren Maxim, men han lämnade bandet tidigt.
Bandets debut kom i mars 1995 med EP:n N.S.F.M.C (Not Suitable For Mass Consumption), med bland annat låten "Beauty and the Beast". EP:n nådde plats 33 på Sverigetopplistan. Gruppen gjorde också en rad remixer åt bland andra E-type, Aqua och Photogenique. Bandet startade även en egen hemsida där man bland annat kunde ladda ner gruppens låtar.
Debutalbum LP gavs ut 1997. Det belönades med en Grammis året senare. LP följdes upp av remixalbumet Remixed 1998. De blev nominerade i nio olika kategorier på musikgalan Swedish Dance Music Awards och tog hem fem priser detta år.
Bandets andra album, Fastlane People, kom 2000. Även den belönades med en Grammis. På albumet finns låten "Catch Me" där Timbuktu rappar.
2002 gavs samlingsalbumet At The Rebel's Room ut. Den innehåller två skivor: en med deras kändaste låtar och en med remixer från andra diskjockeyer.
Senare under 2002 valde Antiloop att lägga ner. Westerlund producerar sedan 2005 själv musik under namnet David West.
Sedan 2019 har Antiloop återkommande uppträtt på festivalen Vi som älskar 90-talet.

## Medlemmar
Huvudmedlemmar
- David Westerlund (1994–2002, 2019-)
- Robin Söderman (1994–2002, 2019-)

## Diskografi
- LP
- Fastlane People

## Tilldelningar

### Grammis
| År   | Grammis           | Album           | Resultat |
| ---- | ----------------- | --------------- | -------- |
| 1998 | Årets modern dans | LP              | Vann     |
| 2001 | Årets Klubb/Dans  | Fastlane People | Vann     |

### Swedish Dance Music Awards
| År   | Swedish Dance Music Award       | Resultat |
| ---- | ------------------------------- | -------- |
| 1997 | Best House/Techno Act           | Vann     |
| 1998 | Best Modern Dance               | Vann     |
| 1998 | Best House/Techno Act           | Vann     |
| 1998 | Best Dance Album (LP)           | Vann     |
| 1998 | Best Dance Single" (In My Mind) | Vann     |
| 1998 | Best Dance Artist/Group         | Vann     |